# Torfianka

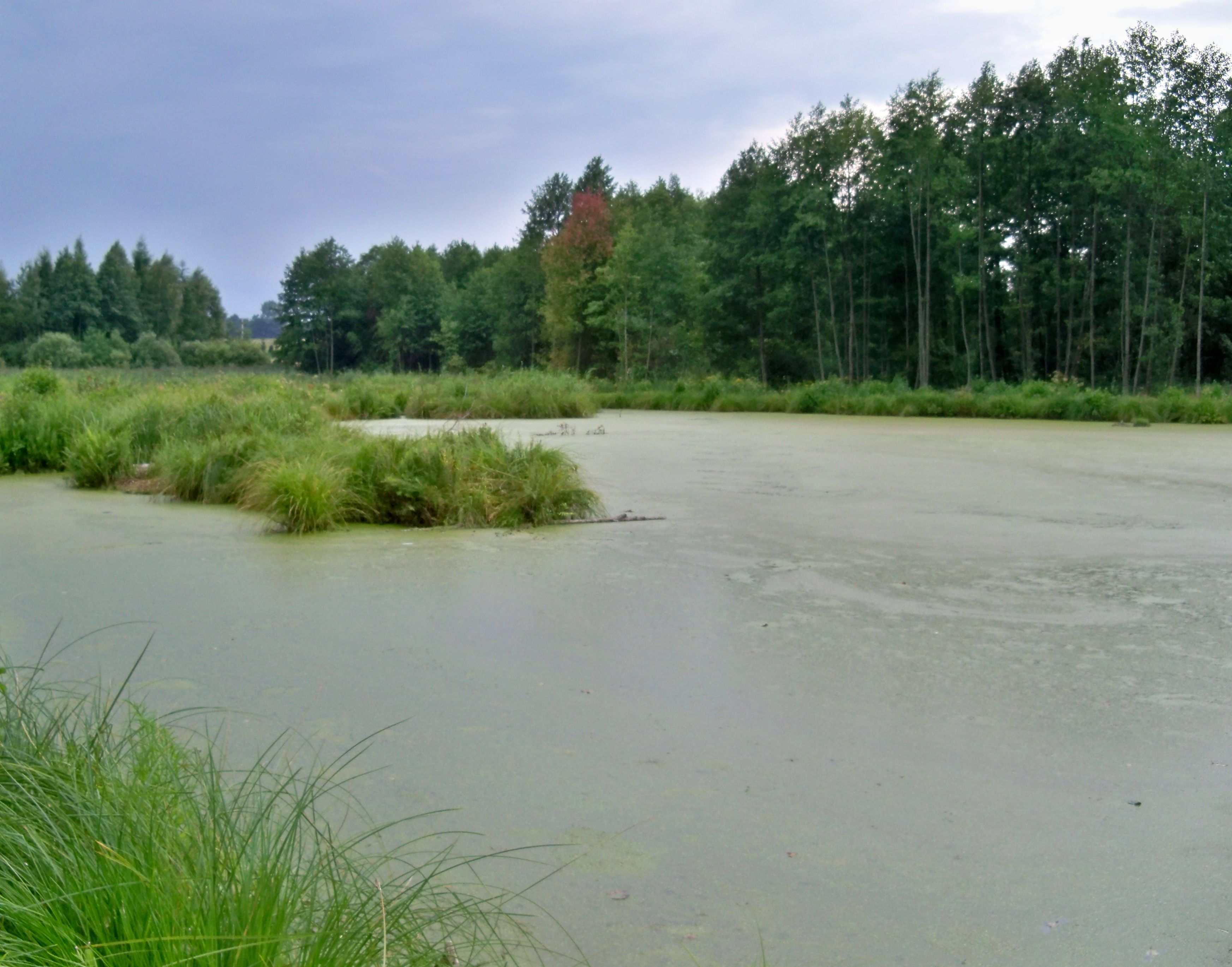
Torfianka w dolinie Zwoleńki

Torfianka – niewielki zbiornik wodny pochodzenia antropogenicznego, powstały w wyniku napełnienia wodą potorfia, czyli zagłębienia terenu po wydobyciu torfu. Obecność kwasów humusowych nadaje mu charakter dystroficzny.